# Dolicol
El dolicol es la forma más común de lípido de membrana de los grupos de los alcoholes poliisoprenos no vitamínicos de cadena larga (de 80 a 100 C) que se encuentra presente en todas las células, conservado desde las arqueas hasta las eucariotas superiores. Estos lìpidos tienen entre 14 y 24 unidades de isopreno que terminan en un grupo isopreno α-saturado que contiene un grupo funcional de alcohol (dolicol).
El dolicol está presente en todos los tejidos y en la gran mayoría de las membranas de los orgánulos de las células eucariotas pueden estar en forma no fosforilada, presente en parte como alcohol libre y en parte como éster de ácidos grasos. El dolicol no fosforilado representa el 90% o más del contenido total del dolicol en humanos.

## Historia y descubrimiento
El dolicol se aisló por primera vez de tejidos animales en 1960, cuando se examinaron tejidos animales para detectar la posible presencia de precursores de cadenas laterales de poliisopreno similares a la ubiquinona. En 1970 se demostró que muchas vías bioquímicas esenciales en las células eucariotas dependen de un suministro suficiente de monofosfato de dolicol como portador de glicanos activados por lípidos.

## Estructura
“Dolicol” hace referencia a cualquier grupo de compuestos orgánicos predominantemente insaturados de cadena larga formados a partir de un número variable de unidades de isopreno, que terminan en un grupo isoprenoide α-saturado que contiene un grupo funcional alcohol.
Los dolicoles son compuestos de poliisopreno sin vitaminas. Es una familia de alcoholes isoprenoides de cadena larga (C80-C100) ubicados en la membrana del retículo endoplásmico y atravesándolo de 4 a 5 veces. Encontramos de 16 a 20 unidades de isopreno en la estructura de los dolicoles. El isopreno, 2-metilbutadieno, es una molécula muy versátil porque tiene dos dobles enlaces conjugados. Esto permite que uno de ellos se escinda en un radical divalente, una sustancia activa con dos electrones libres, uno en cada extremo, que puede combinarse con otras unidades. El dolicol se forma a partir de isopreno α-saturado en la posición más cercana al alcohol terminal, los últimos tres residuos de isopreno con insaturación trans y cualquier intermedio cis, generalmente como ésteres de fosfato o en forma de dolicol fosfato cuando un grupo hidroxilo en el carbono terminal está unido a un grupo fosfato.

## Funciones
Los dolicoles, debido a que son poliisoprenos, aumentan la fluidez de los fosfolípidos de las bicapas, intervienen en la desestabilización de membranas lipídicas, estimulan la formación de micelas invertidas y aumentan la permeabilidad. Están presentes en las membranas de la mayoría de organismos vivos, desde bacterias hasta mamíferos, desempeñando un papel en la modificación co-traduccional de proteínas, conocida como N-glicosilación, en forma de dolicol fosfato.

## Dolicol Fosfato

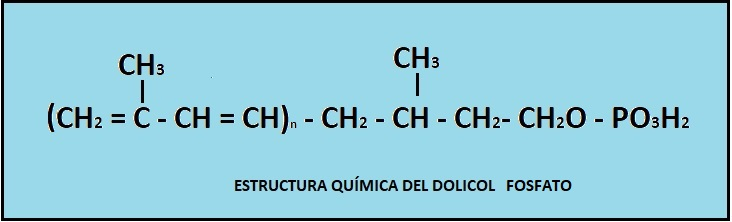
Estructura química del dolicol fosfato. Imagen creada con Paint.

El dolicol fosfato es un lípido de cadena larga de carbono conformada por fosfatos poliisoprenoides alfa-saturados.
Este tipo de dolicol representa una pequeña parte (de 2% a 8%) del dolicol total en los seres humanos. 
Este lípido tiene un papel fundamental en varias reacciones de glicosilación, como es el caso de la N-glicosilación, donde el dolicol presenta la función de  anclar oligosacáridos a la membrana del retículo endoplasmático y así poder transferirlos a proteínas en el proceso de N-glicosilación, de manera que el oligosacárido es unido a ciertos residuos de asparagina (secuencia específica constituida por "Asn-X-Ser/Thr") de cadenas polipeptídicas recién formadas.
Este proceso tiene lugar en la membrana del retículo endoplasmático rugoso de las células eucariotas, donde el dolicol permite la translocación del oligosacárido desde la cara citosólica hacia la luminal del retículo endoplasmático (a través de un movimiento de flip-flop). Al finalizar del proceso, el oligosacárido estará compuesto por dos 2 N-acetil-glucosaminas, 9 manosas y 3 glucosas y será un complejo enzimático formado por proteínas OST (Oligo Sacharyl  Tranferase), el encargado de transferir el oligosacárido al grupo amino de la asparagina.

## Síntesis del dolicol
La vía de síntesis de los dolicoles es un proceso biológico y complejo que ocurre en el retículo endoplásmico de las células y está involucrado en la formación de dolicoles fosfato y dolicoles-oligosacáridos. Su formación consta de diversos pasos:
1. Síntesis de la unidad básica del dolicol:
  - El dolicol se forma a partir de la vía del mevalonato a través de una serie de pasos bioquímicos. Esta ruta culmina en la síntesis de farnesil-PP (FPP), molécula precursora de otras muchas de gran interés biológico: colesterol, ubiquinonas y dolicol. A partir del FPP, y por condensación con varias moléculas de isopentenil-IPP se consigue generar poliprenol pirofostato. La acción de la α-saturasa consigue generar dolicol a partir de poliprenol.[12]
2. Adición de grupos fosfato:
  - Durante el proceso de elongación de la cadena, se añaden grupos fosfato a la molécula de dolicol, convirtiéndola en un dolicol fosfato.
  - Esta conversión es catalizada por una enzima llamada dolicol cinasa (DOLK). La dolicol cinasa es una enzima que agrega un grupo fosfato a la molécula de dolicol para formar dolicol fosfato.[13] La reacción química que representa esta conversión es la siguiente: Dolicol + CTP →  Dolicol fosfato + CDP
3. Transferencia de oligosacáridos (Síntesis del dolicol oligosacárido):
  - El dolicol fosfato se convierte en un dolicol oligosacárido (dolicol-P-P-GlNAc₂Man₉Glc₃) a través de una adición de residuos de azúcares de manera secuencial y ordenada. 
    - El primer paso es la generación de dolicol-P-P-GlcNAc sobre el lado citosólico, el cual se sintetiza a partir de dolicol-fosfato y UDP-GlcNAc. A continuación, se incorpora el segundo residuo de azúcar, el cual también proviene de UDP-GlcNAc. Los cinco residuos siguientes de manosa también se incorporan de lado citosólico, usando GDP-Man como donador para obtener finalmente el intermediario Dol-P-P-(GlcNAc)₂(Man)₅.
    - Luego el intermediario se transloca hacia el lado del lumen del RE en un movimiento flip-flop mediante unas enzimas llamadas flipasas. En el lumen el oligosacárido recibe las cuatro manosas y tres glucosas que completarán su estructura a partir de dolicol-P-manosa y dolicol-P-glucosa, respectivamente. Estos precursores son sintetizados sobre la hemicapa lumenal de la membrana a partir de dolicol- fosfato, UDP-Glc y GDP-Man.[7]Representación gráfica de los diversos pasos de la síntesis del dolicol desde la fosforilación del dolicol hasta la N-glicosilación de una proteína transmembrana con el oligosacárido unido inicialmente al dolicol fosfato.Imagen creada con Medical Art i Pages.
4. Glicosilación de proteínas:

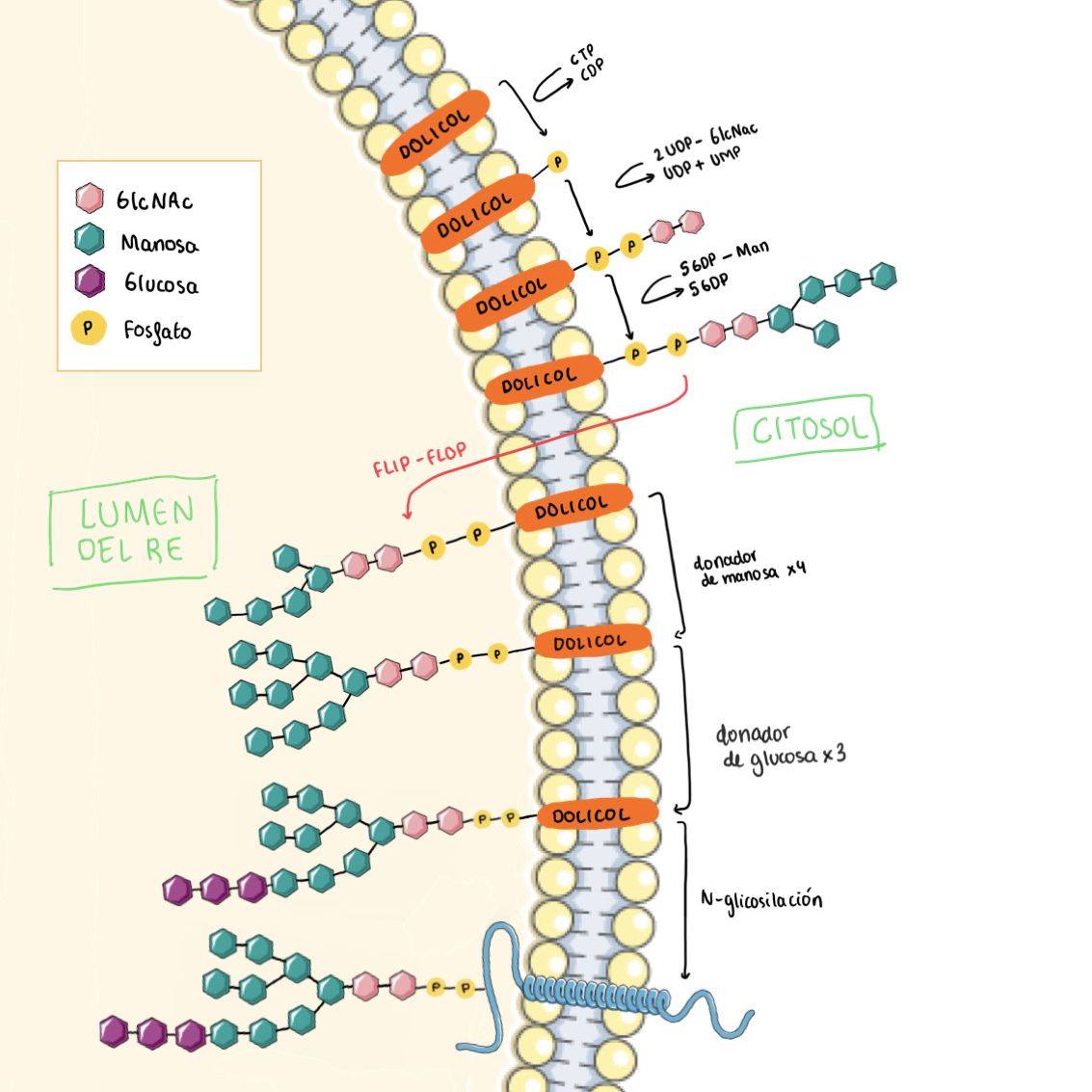
Representación gráfica de los diversos pasos de la síntesis del dolicol desde la fosforilación del dolicol hasta la N-glicosilación de una proteína transmembrana con el oligosacárido unido inicialmente al dolicol fosfato.Imagen creada con Medical Art i Pages.

  - El oligosacárido formado es transferido al grupo amida de un residuo de asparagina en las proteínas de membrana mediante la proteína glicosiltransferasa.[7]

Todos los tejidos son capaces de sintetizar dolicol. Se observan altas tasas específicas de síntesis en el  riñón, bazo e hígado. Sin embargo, debido a su gran volumen, los músculos sintetizan el 50% del dolicol corporal.

## Repercusiones en la salud
- Hipoglicosilación por defectos del metabolismo del dolicol:

En los últimos años, el metabolismo del dolicol ha ganado un interés considerablemente mayor en el contexto de la glicosilación de proteínas debido a las consecuencias fisiológicas identificadas de las alteraciones en este proceso, especialmente en los trastornos congénitos de la glicosilación (CDG).
Los CDG son un grupo de errores genéticos debidos a mutaciones en genes que son necesarios para el metabolismo de la glicosilación de proteínas y lípidos. En este caso, ocurre una adición anormal de oligosacáridos a proteínas aceptoras y/o lípidos. Los pacientes con N-glicosilación defectuosa de proteínas se identifican en el cribado metabólico rutinario mediante el análisis de la glicosilación de transferrina sérica.

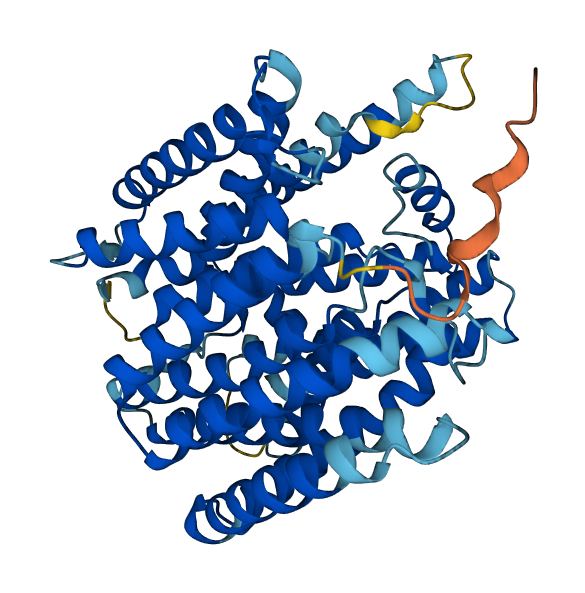
Estructura tridimensional de la enzima dolicol quinasa. Imagen creada con Alpha Fold.

Los genes DOLK y SRD5A3 proporcionan instrucciones para producir la enzima dolicol quinasa (DK) que se encuentra en el RE y es la responsable de catalizar el paso final de la producción del dolicol fosfato, transfiriendo un fosfato del trifosfato de colina-fosfato citidina (CTP) al dolicol.
Se ha encontrado que al menos seis mutaciones en el gen DOLK causan los CDG, una vez que cambian los bloques de construcción (aminoácidos) de la DK, conduciendo a una enzima con actividad reducida o ausente. Sin el correcto funcionamiento de la DK, no se produce dolicol fosfato y la glicosilación no puede proceder normalmente.
Este defecto causa un fenotipo de hipoglicosilación grave en humanos, con muerte en la primera infancia. A menudo provoca la miocardiopatía dilatada progresiva debido a que la proteína alfa-distroglicano, conocida por estabilizar las fibras del músculo cardíaco, presente una importante reducción de glicosilación en personas con DOLK-CDG. Sin embargo, también puede provocar afectaciones multiorgánicas graves, como microcefalia secundaria, ictiosis, hipotonía muscular, convulsiones, problemas neurológicos, entre otros.
- Papel en el envejecimiento:

El dolicol se sintetiza por una vía isoprenoide común del acetato y su síntesis puede ser inhibida por algunos de los factores que inhiben la biosíntesis de colesterol, de modo que, se metaboliza muy lentamente y se acumula en los tejidos durante el envejecimiento. El dolicol fosfato y el colesterol también se acumulan en los tejidos durante el envejecimiento, pero en menor medida que el dolicol. Aunque el dolicol y el colesterol tienen importantes funciones metabólicas, su acumulación en los tejidos puede tener efectos nocivos.